# Джафаров, Хушдил Саиджамолович
Джафаров Хушдил Саиджамолович (тадж. Хушдил Ҷафаров; род. 28 марта 1996, Душанбе) — таджикский боец смешанных единоборств.

## Биография
Родился 28 марта 1996 года в городе Душанбе. В 2019 году окончил Таджикский национальный университет.

## Спортивная карьера
C 12 лет  начал заниматься Тхэквондо, затем перешёл на Кикбоксинг. В 16 лет Джафаров находит для себя новый вид спорта — смешанные единоборства (ММА). В подростковый период Хушдил совмещал мма и джиу джитсу. В этот момент он познакомился со своим наставником Комилом Боймуродовым. В 21 год начинает свою профессиональную карьеру в мма.

## Награды и звания

##### Грэпплинг
- Чемпион Азии 2019  Дели Индия
- Абсолютный чемпион Азии 2019 Дели Индия
- Чемпион ADCC India Open championship 2019 Дели Индия
- Абсолютный чемпион ADCC India open championship 2019 Дели Индия
- Чемпион YAS GRAPPLING 2021 Москва

##### Джиу-джитсу
- Серебряный призёр Азии 2019 Дели Индия
- Бронзовый призёр Азии 2019 Абсолютная категория Дели Индия
- Чемпион Таджикистана 2019 Таджикистан Душанбе

Звания
- Мастер спорта по Бразильскому Джиу-Джитсу

## Статистика ММА
| результат | рекорд | соперник             | способ                     | турнир       | дата       | раунд | время | место       |
| --------- | ------ | -------------------- | -------------------------- | ------------ | ---------- | ----- | ----- | ----------- |
| Победа    | 4-0    | Мухаммадиляс Ниматов | Единогласное решение судей | MMAF         | 2022.08.28 | 3     | 5     | Таджикистан |
| Победа    | 3-0    | Исмоил Джураев       | Сабмишном                  | MMAF         | 2022.03.13 | 1     | 1:15  | Таджикистан |
| Победа    | 2-0    | Шохрух Акбаралиев    | Сабмишном                  | MMAF         | 2017.07.23 | 1     | 0:45  | Таджикистан |
| Победа    | 1-0    | Комрон Бохтиёров     | Сабмишном                  | Combat Sambo | 2015.06.13 | 1     | 0:23  | Таджикистан |

## Любительские результаты
| результат | рекорд | соперник    | способ    | турнир                             | дата       | раунд | время | место    |
| --------- | ------ | ----------- | --------- | ---------------------------------- | ---------- | ----- | ----- | -------- |
| Победа    | 1-0    | Joshua Hong | Сабмишном | Malaysian Invasion 3: Ladder Match | 05.15.2015 | 1     | 0:23  | Малайзия |
|           |        |             |           |                                    |            |       |       |          |